# Audun Erlien
Audun Erlien (Oslo, 22 februari 1967) is een Noorse jazzmusicus. Hij speelt basgitaar, gitaar en electronica (keyboards, samples en loops) en heeft als sessiemuzikant meegespeeld op talloze albums in verschillende genres.

## Biografie
Erlien groeide op in Tønsberg en is een muzikant sinds 1985. Hij speelde onder andere in de groepen van Silje Nergaard (1985-1991),  Knut Reiersrud (regelmatig bandlid in de jaren negentig), Bendik Hoseth (jaren negentig)  en in de groep Khmer van Nils Petter Molvær (1997-2002). Met deze bands maakte Erlien ook opnames. Daarnaast had en heeft Erlien zijn eigen bands. Hij heeft slechts één soloalbum op zijn naam staan, maar is te horen op talloze platen van anderen, waaronder Vidar Busk, Anja Garbarek, Ciwan Haco, Øystein Sevåg, Ole Paus, Karl Seglem, Anita Skorgan, Jacob Young, Lakki Patey, Jan Eggum, Dhafer Youssef, Jarle Bernhoft en Mathias Eick.
Hij doceert basgitaar aan de Norges Musikkhøgskole.

## Discografie
Voor een uitgebreid overzicht, zie het artikel Discografie van Audun Erlien.
- Bibsys: 98066006
- Bibliothèque nationale de France: cb14175418q (data)
- Gemeinsame Normdatei: 134834232
- International Standard Name Identifier: 0000 0001 1488 6541
- Library of Congress Control Number: no2005011010
- MusicBrainz: 54acd419-53f0-42c5-9b7a-4f5e4c3d6155
- Nationale Bibliotheek van Israël: 987007345774605171
- Virtual International Authority File: 22351627
- WorldCat: E39PBJgxrM8pCvB6JwHm7hy68C